# Parasaveljevia lupata
Parasaveljevia lupata är en rundmaskart som beskrevs av Christian Wieser 1953. Parasaveljevia lupata ingår i släktet Parasaveljevia och familjen Enoplidae. Inga underarter finns listade i Catalogue of Life.